# Cantello
Cantello är en ort och kommun i provinsen Varese i regionen Lombardiet i Italien. Kommunen hade 4 716 invånare (2018).